# Kokospalme
Die Kokospalme oder Kokosnusspalme (Cocos nucifera) ist ein tropisches Palmengewächs, an dem die Kokosnuss wächst. Cocos nucifera ist die einzige Art der Gattung. Sie wurde 1753 von Carl von Linné in Species Plantarum Band 2, Seite 1188 als Cocos nucifera erstbeschrieben. Die Art-Bezeichnung hatte er von Johann Bauhin aus dessen Historia plantarum universalis Band 1, Seite 375 übernommen. 
Es gibt verschiedene Sorten. Kokospalmen werden seit mindestens 3000 Jahren angebaut. 1971 lieferte die Kokospalme noch ca. 8 Prozent des Weltpflanzenölbedarfs, 2011 trotz annähernder Verdopplung der Produktion nur noch ca. 2 Prozent. Auch sonst wird die Kokospalme vielfältig genutzt.
Das Wort Kokos geht über spanisch und portugiesisch coco zurück auf spätlateinisch coccus und letztlich auf altgriechisch κόκκος kókkos, was „Kern“ oder „Beere“ bedeutet. Es hat dieselbe Herkunft wie Kokke.
Eine lateinische Bezeichnung war oft nux indica.

## Bedeutung

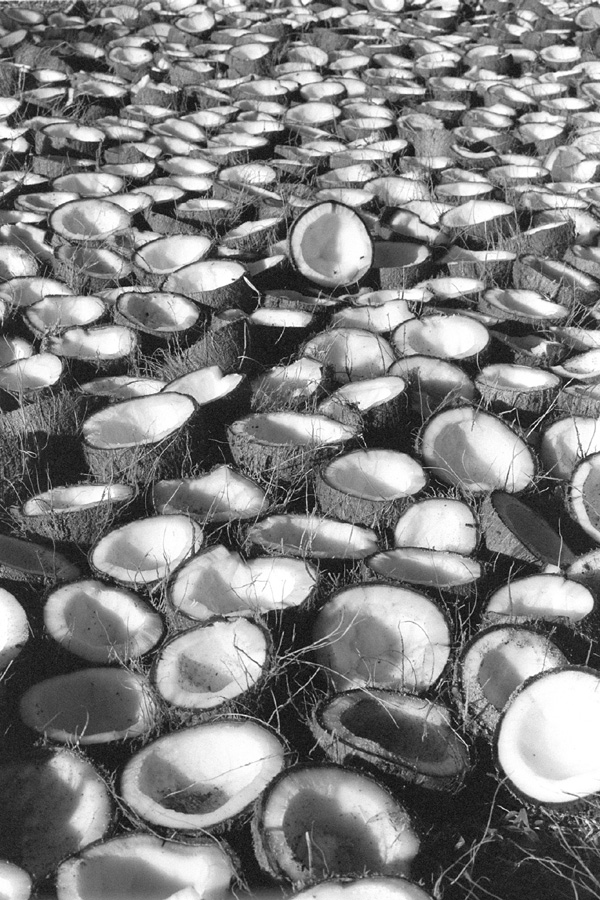
Trocknen von Kokosfleisch in der Schale (Fidschi-Inseln)

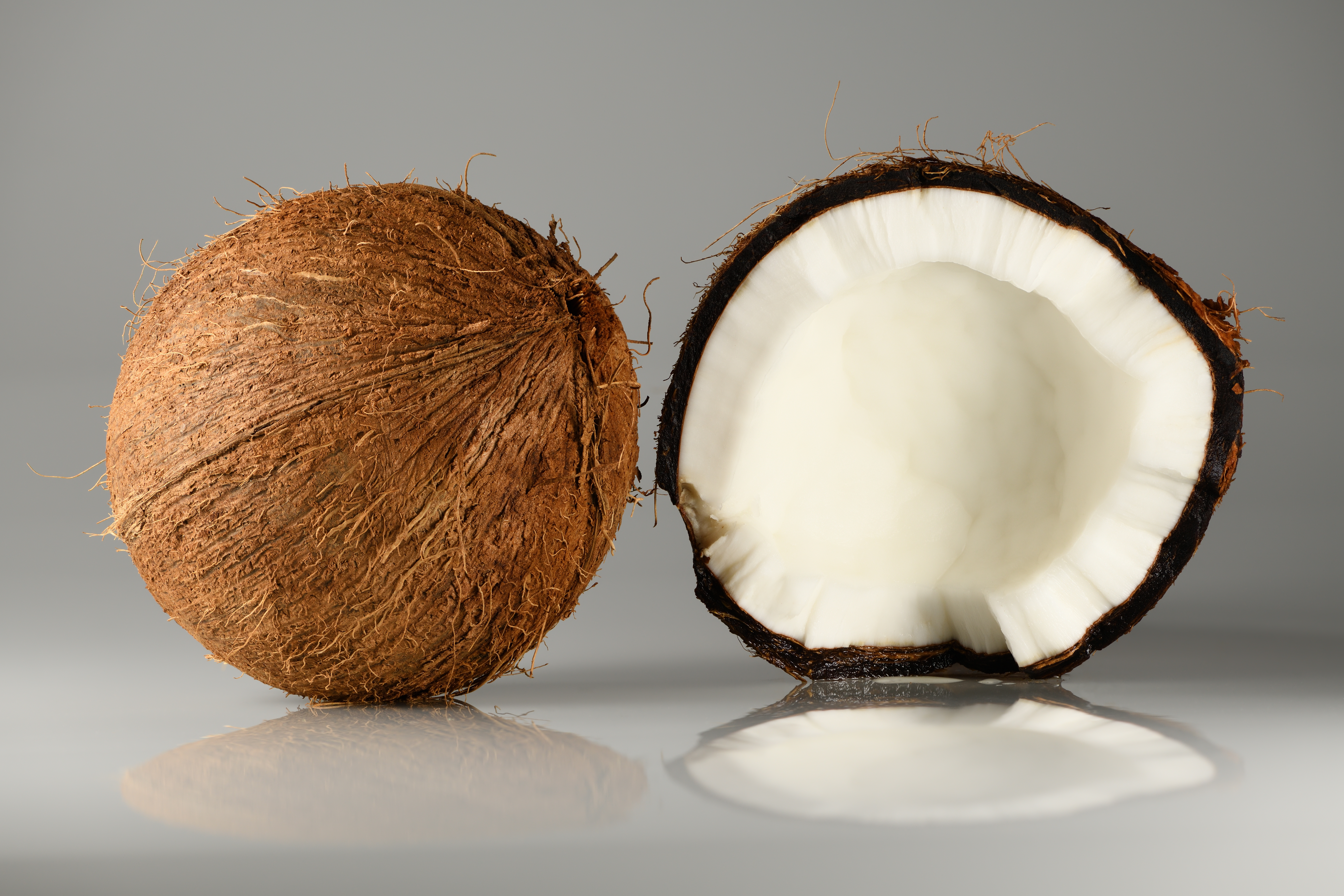
Kokosnüsse

In der Vorstellung der Menschen prägt keine Pflanzenart das Bild tropischer Küsten so sehr wie Kokospalmen. Die Kokospalme bietet den Bewohnern tropischer Küsten seit Jahrtausenden eine hervorragende Nahrungs- und Rohstoffquelle: mit ihren Früchten als gehaltvolle Nahrung und Getränk (roh oder vergoren), ihrem Holz als Baumaterial für Hütten, ihren Blättern zum Flechten von Hauswänden, Dachbedeckungen, Körben und Matten, ihren Fasern zum Drehen von Seilen und den trockenen Kokosnussschalen als Brennmaterial. So liefert zum Beispiel im indischen Bundesstaat Kerala schon eine 0,2 Hektar große Plantage mit 35 Palmen genug trockene Blätter, Spathen und Steinschalen, um den Jahresbedarf von 2500 bis 3600 kg Brennstoff einer fünfköpfigen Familie zu decken (Tagesbedarf 7–10 kg).

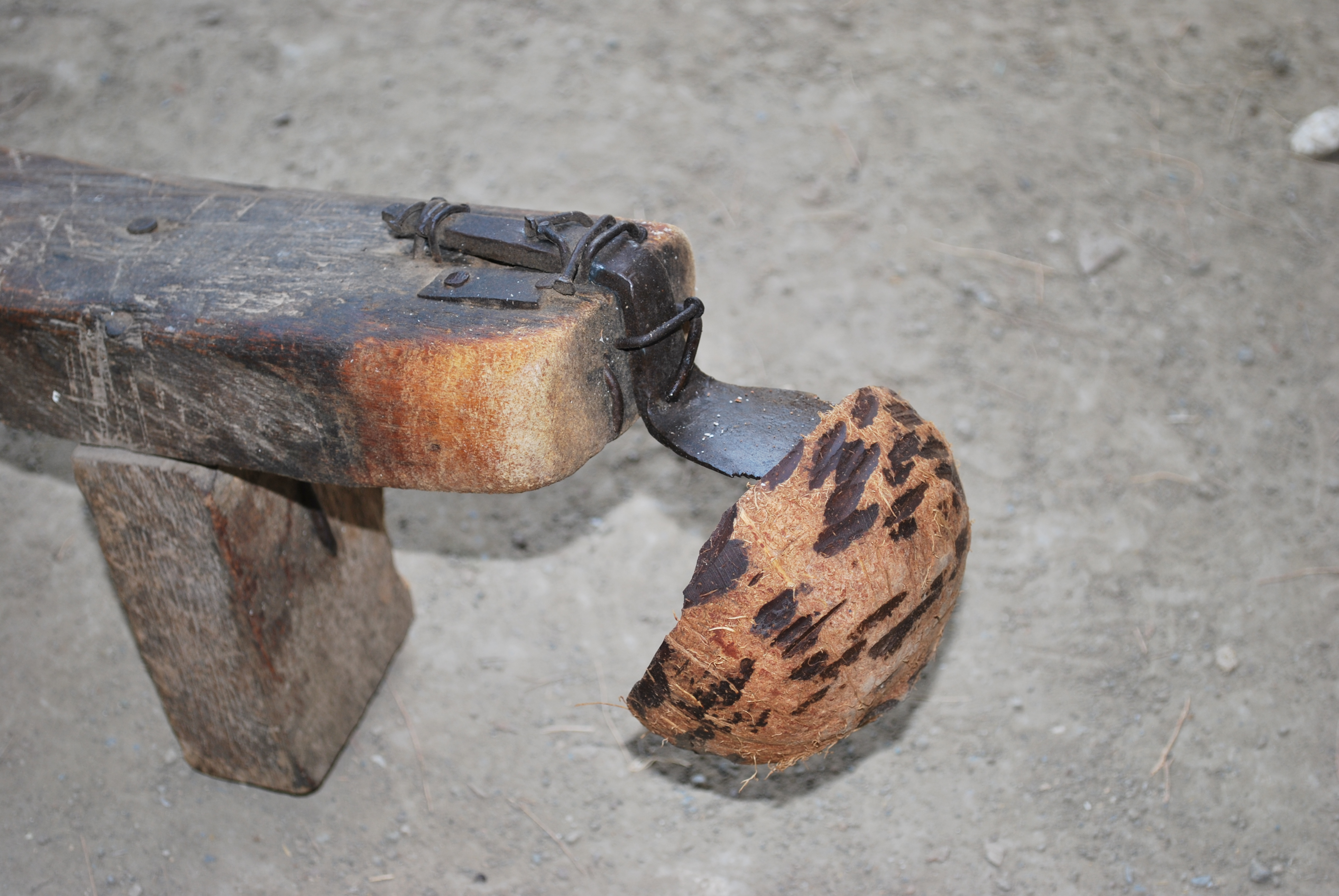
Gerät zum Ausschaben des Fleisches (Osttimor)
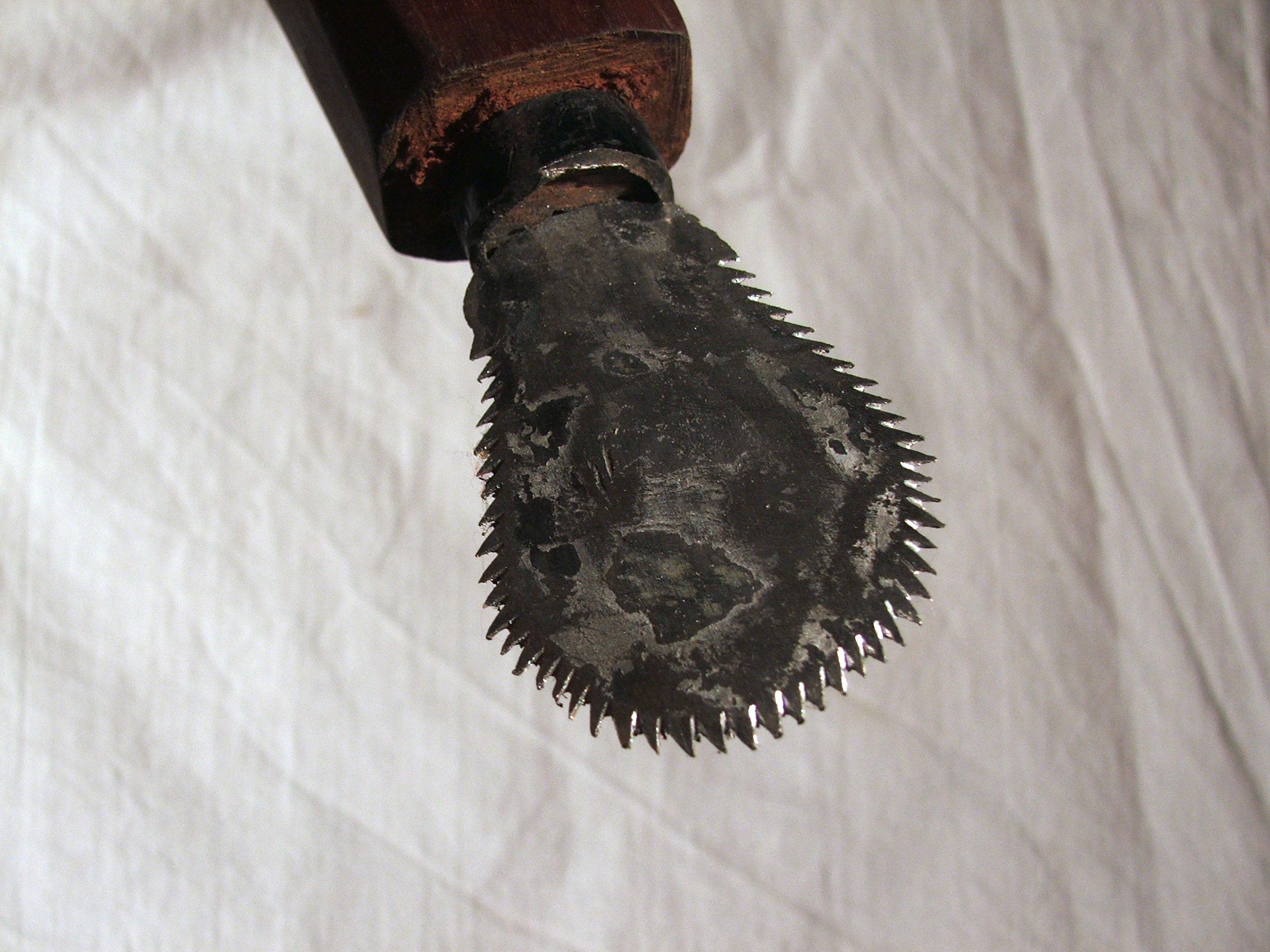
Gerät zum Ausraspeln der Nuss aus Ostafrika
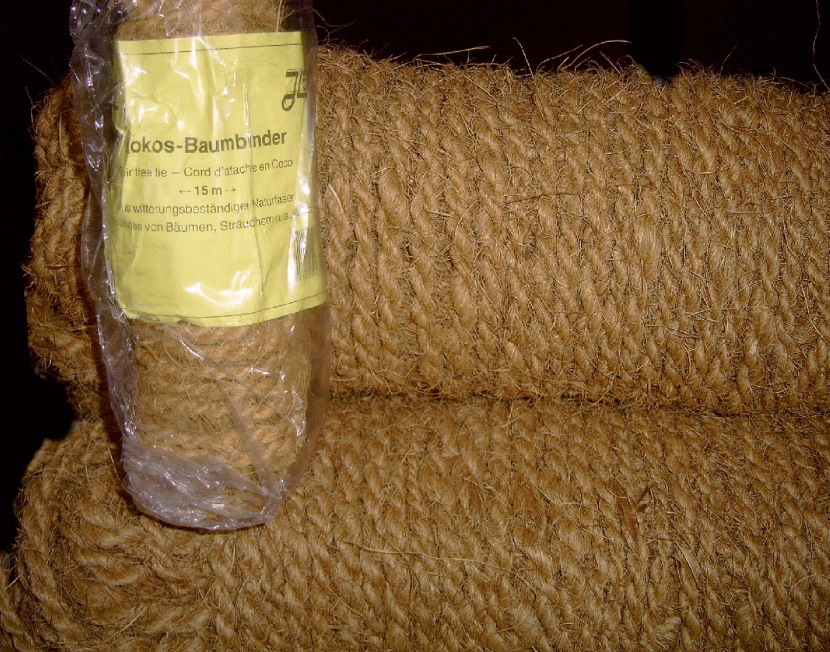
Seile aus Kokosfasern im Handel

## Wirtschaftliche Bedeutung
2023 wurden laut der Ernährungs- und Landwirtschaftsorganisation FAO weltweit 64.675.222 t Kokosnüsse geerntet. Insgesamt wurden 11,3 Millionen ha als Anbaufläche registriert.
Folgende Tabelle gibt eine Übersicht über die zehn größten Produzenten von Kokosnüssen weltweit, die insgesamt 89,3 % der Erntemenge produzierten.
| Rang | Land             | Menge (in t) |
| ---- | ---------------- | ------------ |
| 1    | Indonesien       | 17.970.220   |
| 2    | Philippinen      | 14.892.628   |
| 3    | Indien           | 14.163.000   |
| 4    | Brasilien        | 2.898.423    |
| 5    | Vietnam          | 2.132.034    |
| 6    | Sri Lanka        | 2.060.500    |
| 7    | Papua-Neuguinea  | 1.370.162    |
| 8    | Mexiko           | 1.144.985    |
| 9    | Myanmar          | 1.122.139    |
| 10   | Thailand         | 970.337      |
|      | Top Ten          | 57.754.091   |
|      | restliche Länder | 6.921.131    |

## Beschreibung

### Habitus

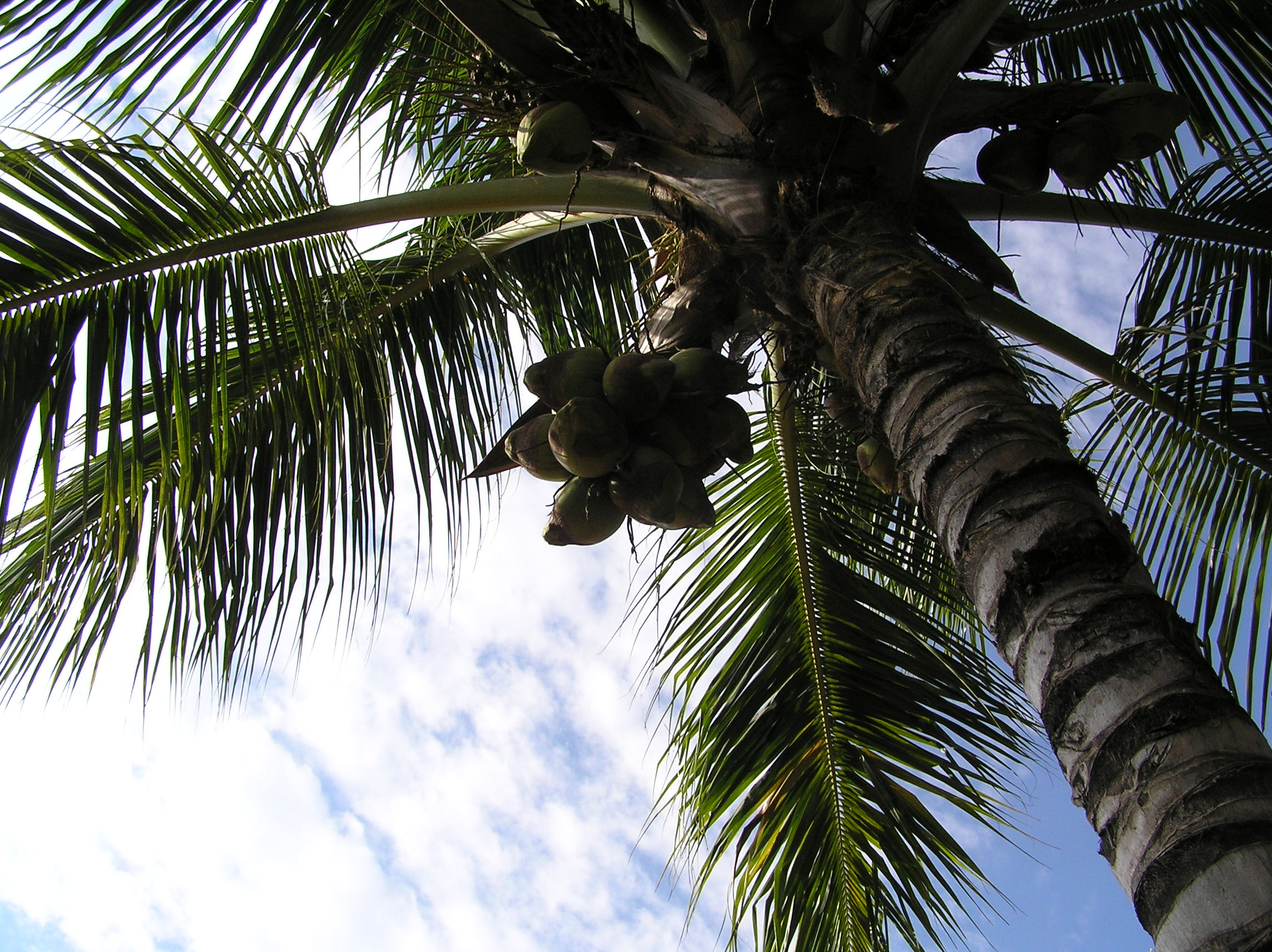
Kokospalme: Blätter und Früchte

Kokospalmen sind völlig unverzweigt. Ihre Höhe beträgt ausgewachsen zwischen 20 und 25 Meter (Extremwert 30 Meter). Das Wachstum geht von Scheitelmeristemen aus, die sowohl Blätter als auch Blütenstände bilden. Als Schopfbaum bildet die Kokospalme keine Krone, vielmehr trägt sie einen dichten Schopf großer Blätter. Ein Schopf besteht aus etwa 30 drei bis sieben Meter langen, gefiederten Blättern, die in zahlreiche Blattsegmente aufgeteilt sind, so dass die Blätter dem Wind nicht viel Widerstand entgegensetzen. Die Palme verträgt auch permanente, starke Seewinde und übersteht oft starke Stürme.
Die größte Formenvielfalt findet man in Südostasien. Diese starken Individualunterschiede werden für züchterische Zwecke genutzt. Die Kokospalme hat einen diploiden Chromosomensatz, alle Sorten sind miteinander kreuzbar. In der Zucht kommen auch selbstbefruchtende Zwergformen vor, die mit Hochstämmen kreuzbar sind.

### Blätter
Die Krone der immergrünen Pflanze besteht aus einem Schopf aus palmentypisch gefiederten Blättern. Die Länge der Blätter schwankt bei der ausgewachsenen Pflanze zwischen 3,5 und 7 Meter bei 1 Meter Breite und einem Gewicht von 10 bis 15 kg. Die Blätter stehen im ersten Jahr aufrecht, im zweiten Jahr waagerecht und hängen im dritten Jahr herab, bevor sie absterben. Meist entwickeln sich pro Jahr 12 bis 19 Blätter.
Die gefiederten Blätter sind in 200 bis 250 schmale Segmente unterteilt, die 2 bis 3 cm breit und 60 bis 90 cm lang sind (die Segmente liegen nicht senkrecht, sondern angewinkelt zur Blattachse, so dass sich trotz ihrer Länge nur eine Gesamtbreite des Blattes von gut 1 Meter ergibt). Junge Blätter werden am Anfang von einer bis 60 cm langen Blattscheide umschlossen, deren braungetrocknete Überreste noch lange an der Palme hängen. Diese werden als „Kokosfaserplatten“ in der Floristik als Untergrund verwendet (nicht zu verwechseln mit Dämmplatten aus Kokosfasern von Schalen reifer Früchte).
Am Ende der Segmente befinden sich Gelenkzellen, die die Position der Segmente zur Mittelrippe verändern und durch Aneinanderlegen der Flächen mit den Spaltöffnungen die Wasserverdunstung vermindern können. Die Konstruktion des Blattes lässt die Palme auch permanent starke Seewinde und die meisten tropischen Stürme überstehen. Orkane überfordern jedoch die Leistungsfähigkeit der Kokospalme.

### Blüten- und Fruchtstände
Aus den Blattachsen wachsen oft schon ab dem sechsten oder siebten Jahr die verzweigten Blütenstände mit jeweils bis zu 40 weiblichen und über 10.000 männlichen Blüten. Die weiblichen Blüten öffnen sich erst zwei Wochen nach den männlichen und sind etwa zwei Tage empfänglich, so dass Fremdbestäubung überwiegt. Bestäubung wird sowohl durch Wind als auch durch Insekten (Bienen, Wespen, Käfer, Ameisen, Fliegen) vollzogen. Die Blütenstände, die später zu stabilen Fruchtständen werden, sind verholzte Hochblätter, die als Spathen bezeichnet werden. Diese Spathen werden in der Floristik als „Cocos Schale“ oder „Cocos Blatt“ bezeichnet und gern genutzt.
Die Palme trägt das ganze Jahr über Früchte, die in ihrer Krone in Gruppen verschiedener Entwicklungsstadien wachsen, so dass reife Kokosnüsse ständig nachwachsen. Die Kokosnüsse gehören nicht – wie der Name vermuten lässt – zu den Nüssen, sondern zu den Steinfrüchten. Je nach Standort blühen und fruchten die Palmen mit voller Leistung 15 bis 60 Jahre, stellen aber auch an optimalen Standorten spätestens mit 80 Jahren ihre Fruchtproduktion ein. Das Höchstalter der Kokospalmen liegt zwischen 100 und 120 Jahren.
Der Ertrag liegt im Mittel bei 30 bis 40 reifen Früchten pro Palme und Jahr, in Sri Lanka bei 50 bis 80 Früchten. An optimalen Standorten können aber auch zwischen 70 und 150 „Nüsse“ pro Jahr geerntet werden. In gut gepflegten 15-jährigen Beständen erntet man pro Hektar und Jahr etwa 9.500, in 20-jährigen Beständen etwa 12.000 Früchte.

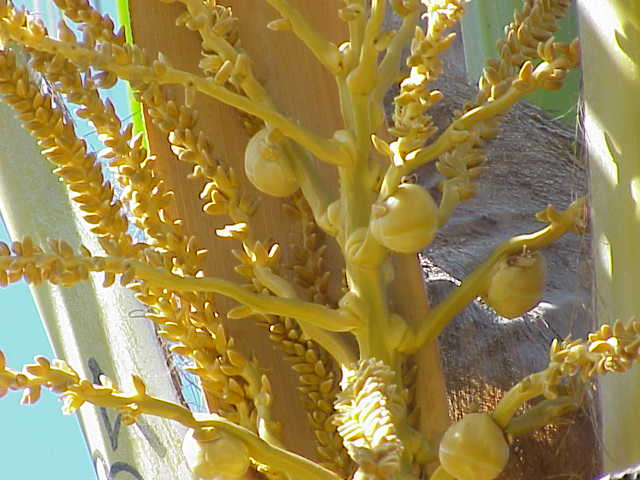
Blütenstand
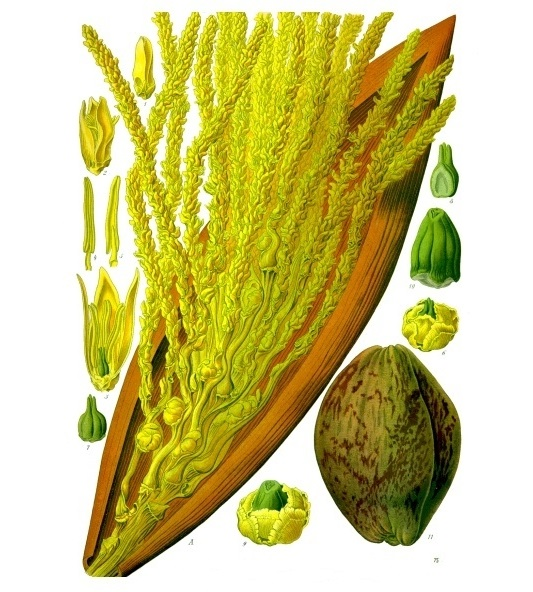
Illustration des Blütenstands
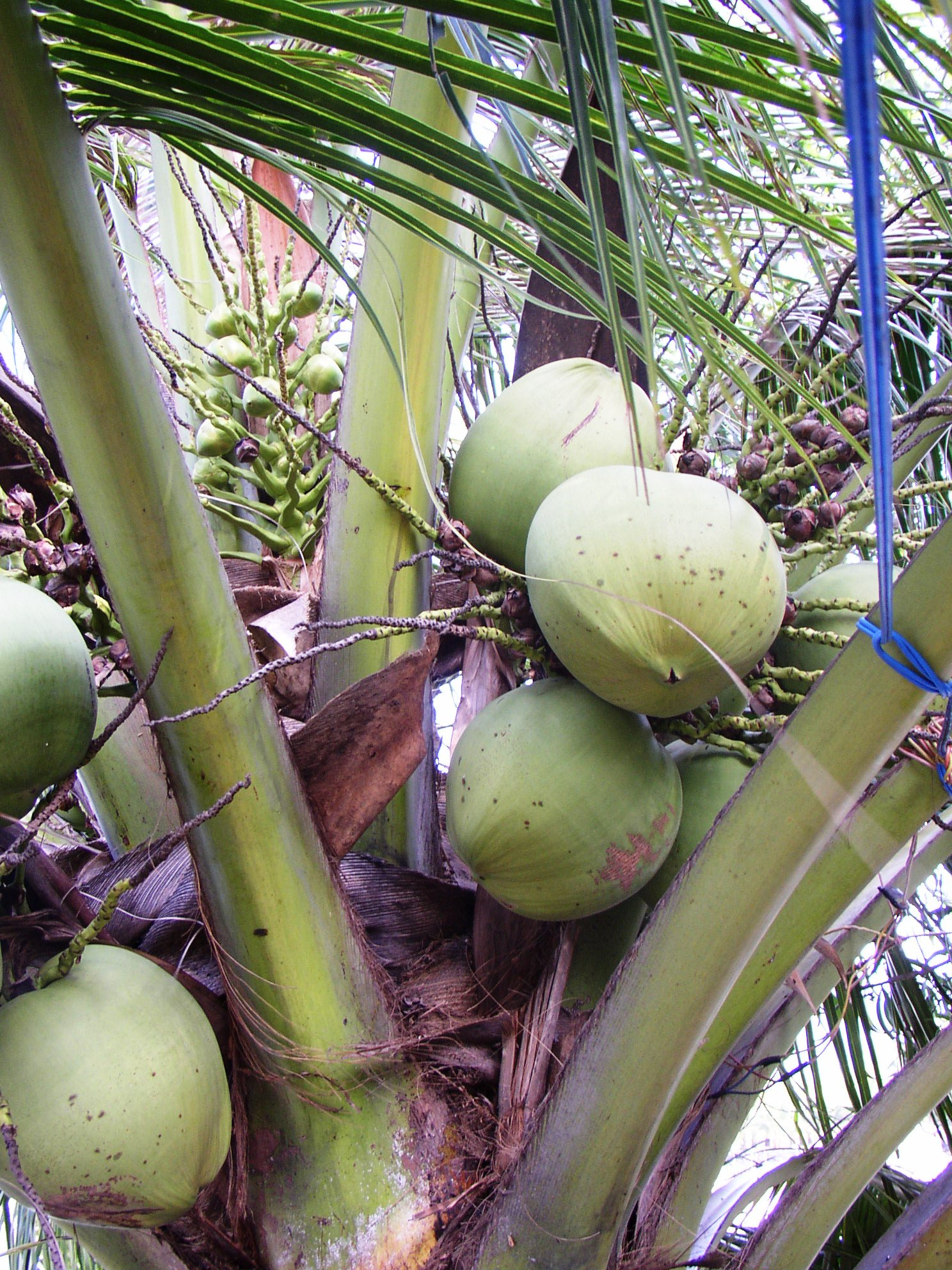
Die Früchte wachsen in Gruppen, die sich in verschiedenen Reifestadien befinden
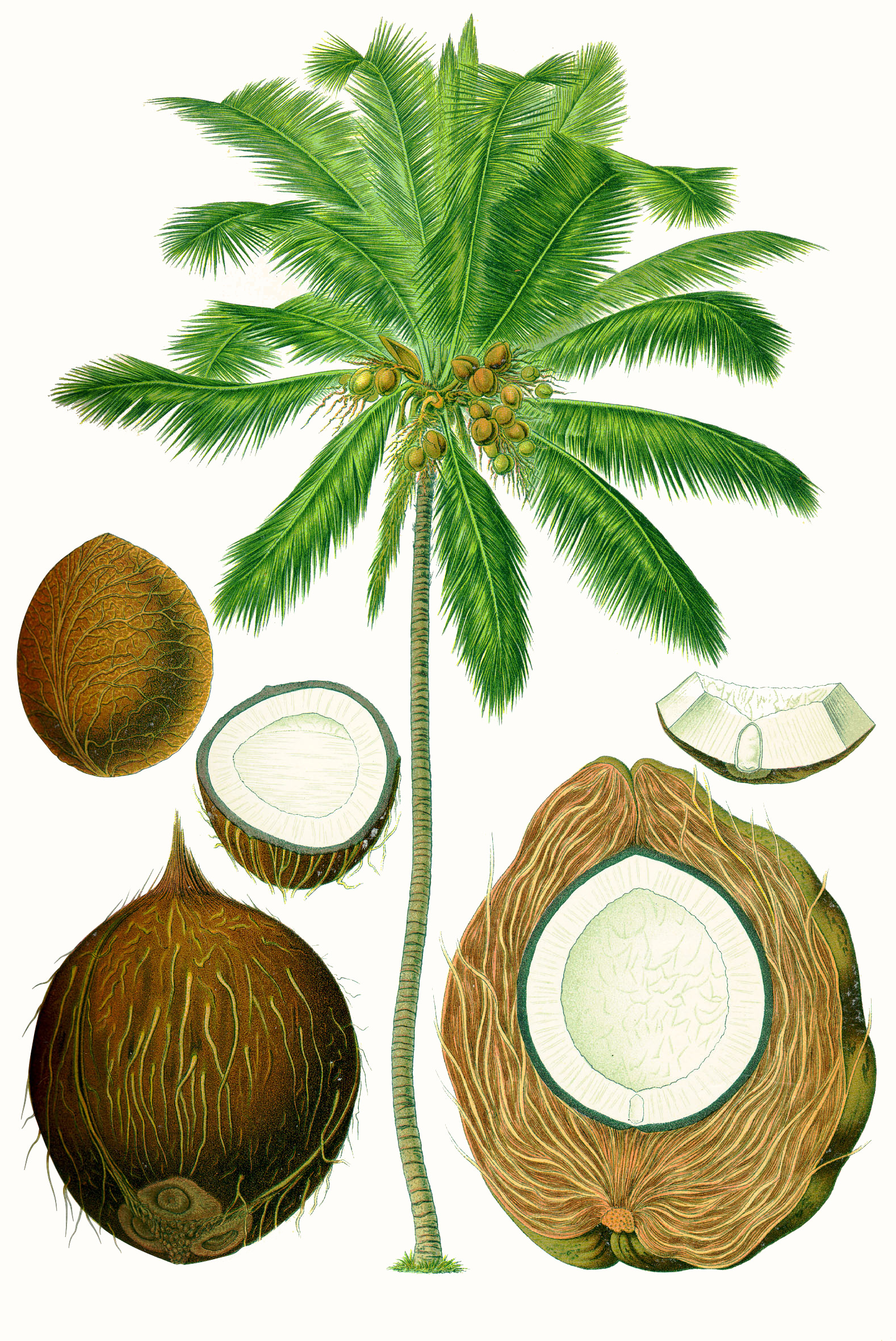
Illustration von Frucht und Pflanze

### Stamm

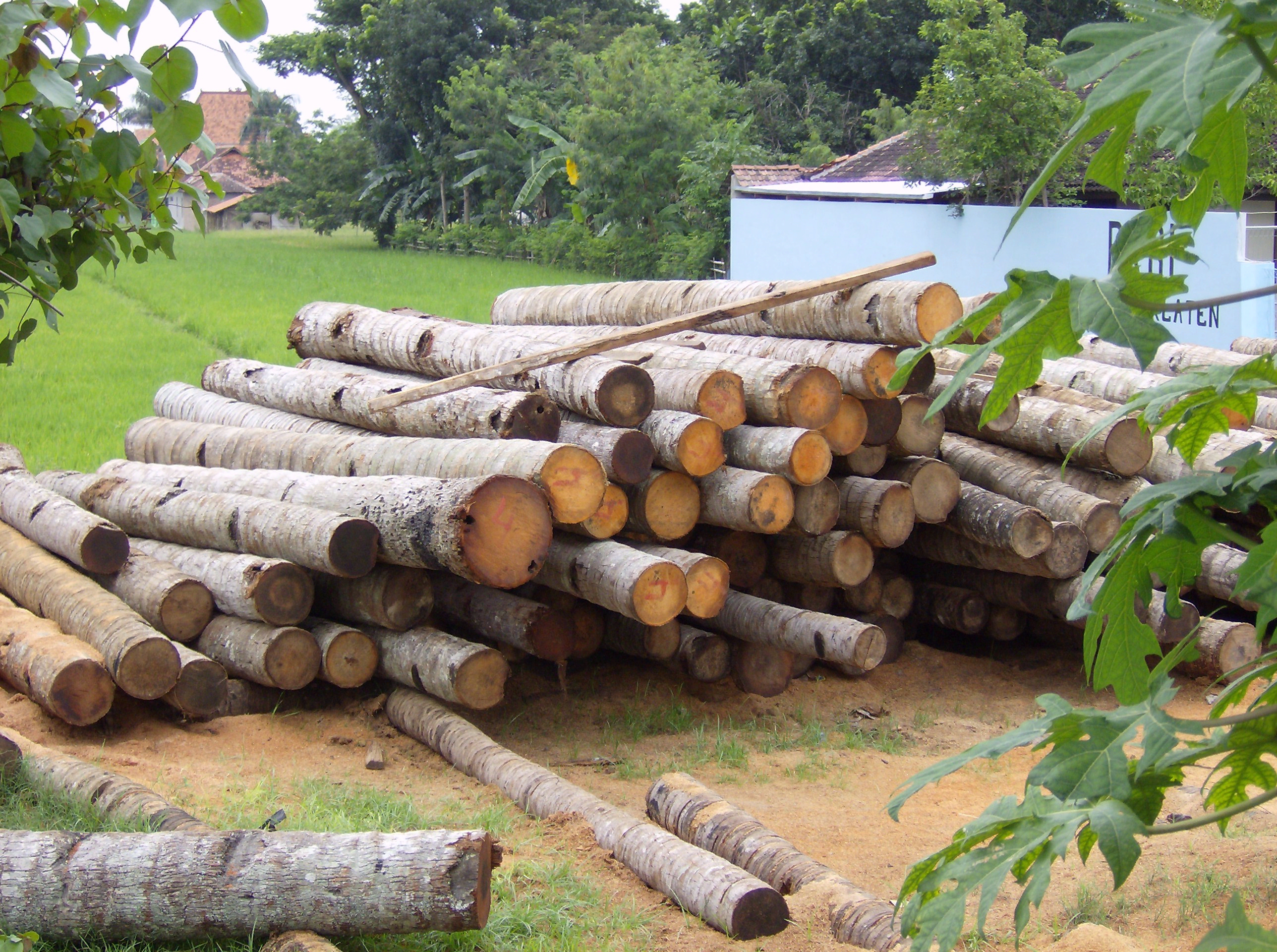
Holz der Kokospalme auf Java

Für ihre Höhe von 20 bis 25 m haben die Kokospalmen erstaunlich dünne Stämme mit Durchmessern von 20–30 cm, die Stammbasis ist allerdings auf 40–50 cm verdickt.
In den äußeren 5 cm befinden sich braungefärbte, dichtfasrige Leitbündel, die wie Seile den Stamm stabilisieren.
Das Holz ist von geringer Druck- und Biegefestigkeit. Relativ ist es an der Basis wesentlich stabiler (Dichte, Härte, Wassergehalt) als an der Spitze, der äußere Bereich ist wesentlich stabiler als das Stamminnere. Dies macht die Palme sehr beweglich. Bei Stürmen kann der von der Gewalt des Windes geschüttelte Schopf flexibel schwanken, während die Basis dem Ganzen Stabilität gibt.
Die Rohdichte sinkt im äußeren Stammbereich (äußeres Drittel) von der Basis zur Spitze von 900 auf 300 kg/m³, im inneren Stammbereich (innerstes Drittel) von der Basis zur Spitze von 350 auf 100 kg/m³.

### Wurzel
Aus der verdickten Stammbasis entspringt eine Vielzahl von bleistiftstarken Adventivwurzeln, die sich bei erwachsenen Palmen 6 bis 7 Meter vom Stamm erstrecken und diesen außerordentlich gut verankern. Viele Palmen überstehen sogar Tsunamis. Lateralwurzeln zweigen meist fast rechtwinklig ab. Die wasserbedürftige Palme findet mit diesem Wurzelsystem in Küstennähe meist Anschluss an das Grundwassersystem.

### Standortbedingungen
Die Palme gedeiht besonders gut auf sandigen Lehmen an Küsten und Flussmündungen, überhaupt auf allen frischen, lockeren, nährstoffreichen und tiefgründigen Böden. Der pH-Wert ist nicht maßgebend (beispielsweise in Puerto Rico gedeiht sie auf Böden mit pH-Werten von 5 bis 8,0). Die Palme verträgt Salzwasser bis 0,638 % (in Indien gemessener Wert).
Ungeeignet sind zeitweise überflutete oder verfestigte Böden. Wenig geeignet sind trockene, leichte Sande. Diesen fehlt es an Nährstoffen und Wasser, derer die Kokospalme bedarf. Kalk ist vorteilhaft, die Kaliversorgung wichtig. Heute sind Palmenplantagen durch Düngung auch auf nährstoffarmen Böden möglich.

## Verbreitung

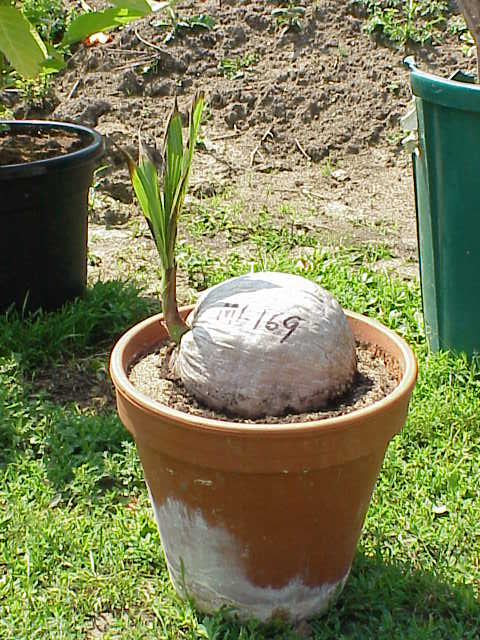
Austreibende Kokosnuss

Die Kokospalme stellt hohe Wärmeansprüche und ist frostempfindlich.
Sie ist eine Palme der feuchtwarmen Tropen und fruchtet – von Anpflanzungen außerhalb des natürlichen Verbreitungsgebietes (wie etwa den Kanarischen Inseln) abgesehen – nur zwischen dem 26. Grad südlicher beziehungsweise nördlicher Breite.
Das Hauptverbreitungsgebiet und die Hauptanbaugebiete liegen zwischen 15 Grad südlicher und 15 Grad nördlicher Breite und weisen eine mittlere Jahrestemperatur von 27 °C auf. Außerdem darf die Mitteltemperatur des kühlsten Monats nicht unter 20 Grad Celsius liegen. Die Palme ist sehr wasserbedürftig und gedeiht in Gebieten mit Niederschlagswerten von 1000 bis 5000 mm pro Jahr. Das Optimum, ablesbar an der Fruchtbildung, beträgt 1200 bis 2300 mm. Günstig ist eine gleichmäßige Verteilung der Niederschläge, wobei kürzere Trockenperioden ertragen werden. Erreichen diese aber 5 bis 6 Monate, geht der Fruchtansatz auf Jahre zurück. Kokospalmen leiden unter sehr trockenen, warmen Winden. Kokospalmen sind lichtbedürftige Pflanzen, lediglich Jungpalmen vertragen Halbschatten. Bei der Aufzucht von Jungpalmen wird bewusst schattiert und bei Trockenheit gewässert.
Kokospalmen werden im gesamten Tropengürtel, beispielsweise in den tropischen Regionen Asiens – auf den Philippinen, in Indonesien, Sri Lanka und Süd-Indien – sowie in Afrika und an Küsten und Flussläufen in Südamerika kultiviert. An Flussläufen reichen sie bis 150 km ins Landesinnere. Die Ausbreitung erfolgte teils auf natürlichem Weg, teils durch den Menschen. Die ursprüngliche Heimat der Kokospalme reicht wohl vom kontinentalen Südostasien bis Indonesien und zum Indischen Subkontinent. Fossilfunde aus dem Miozän in Neuguinea und Australien lassen es plausibel erscheinen, dass das Entstehungsgebiet im Bereich des Sunda-Archipels oder in Melanesien zu suchen ist.
Kokosnüsse können weite Strecken über das Meer getrieben werden und, wieder an Land gespült, Wurzeln schlagen. Es gibt Berichte darüber, dass einzelne Kokosnüsse sogar Skandinavien erreicht haben. Einige weit übers Meer getriebene Kokosnüsse waren angeblich danach noch keimfähig. Die Frucht hält sich aber im Salzwasser nicht unbegrenzt lange. Erwiesen ist, dass nach 100 Tagen im Salzwasser noch keine Beeinträchtigung der Keimfähigkeit besteht.
Eine Ausbreitung der Art über Südostasien und Indien hinaus erfolgte wohl großteils durch den Menschen. Schon die polynesischen Seefahrer brachten Kokosnüsse und ihre anderen Nahrungspflanzen und Nutztiere bei der Besiedelung der pazifischen Inseln mit. Austronesische Siedler führten die Kokospalme nach Madagaskar ein, arabische und persische Seefahrer brachten sie an die ostafrikanischen Küsten. Den amerikanischen Kontinent erreichte die Kokospalme sehr spät. Die Pazifikküste Panamas hat sie möglicherweise selbst erreicht oder sie wurde von polynesischen Seefahrern eingeführt. Europäische Seefahrer führten sie schließlich in die Karibik und an die Pazifikküste des übrigen Mittelamerika ein.

## Kokosnuss

### Aufbau

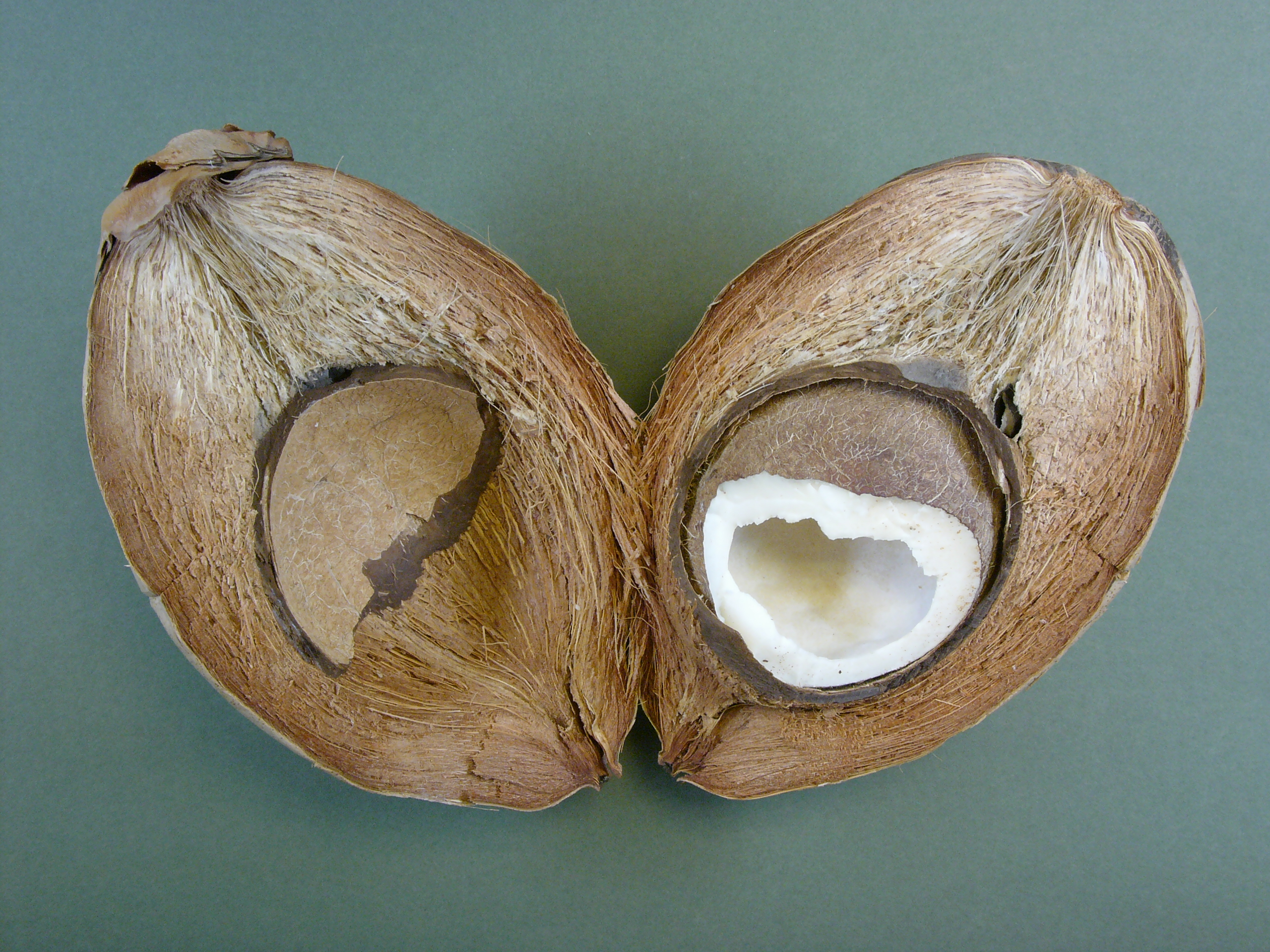
Geöffnete Kokosnuss

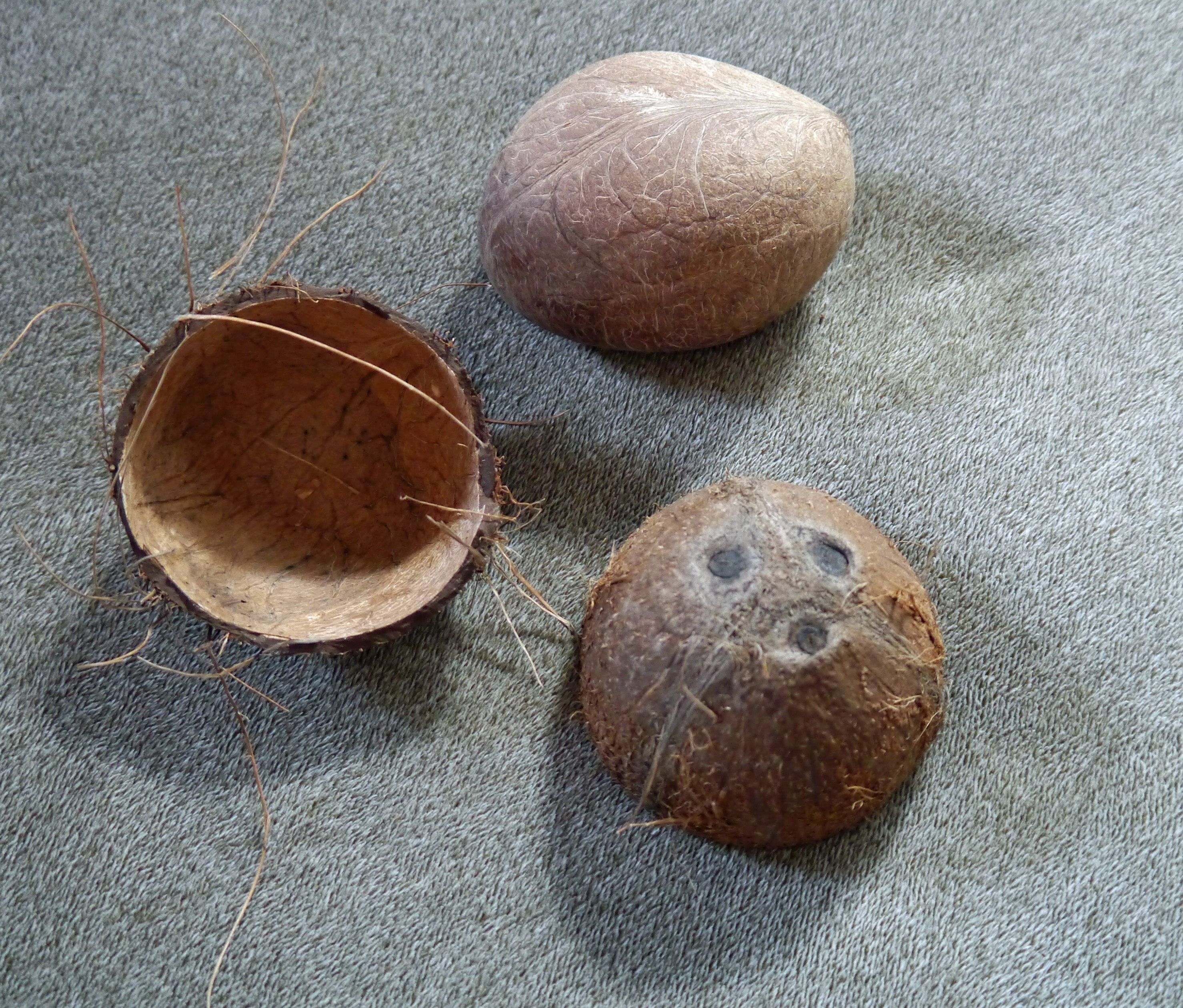
Kokosnuss (Fruchtkern) und entfernte Schale (Endokarp)

Kokosnuss ist die Frucht der Kokospalme und keine echte Nuss, sondern eine einsamige Steinfrucht. Sie besteht aus drei miteinander verwachsenen Karpellen (synkarp axil) – daher auch die oft leicht dreieckige Form der Kokosnuss. Der eigentliche Samen ist umhüllt von einer dicken Faserschicht aus einer ledrigen Außenschicht (Exokarp), einem zunächst fleischigen, dann faserreichen, lufthaltigen Mesokarp und einer sehr harten, 5 mm dicken inneren Schale (Endokarp). Die 20 bis 30 cm lange Frucht wiegt reif zwischen 0,9 und 2,5 kg.
Die drei Punkte, die man auf einer Seite sieht, sind die drei Keimlöcher, wobei immer nur ein Keim zu wachsen beginnt. Die beiden inaktiven Keimlöcher verhärten.

### Ernte der Kokosnuss

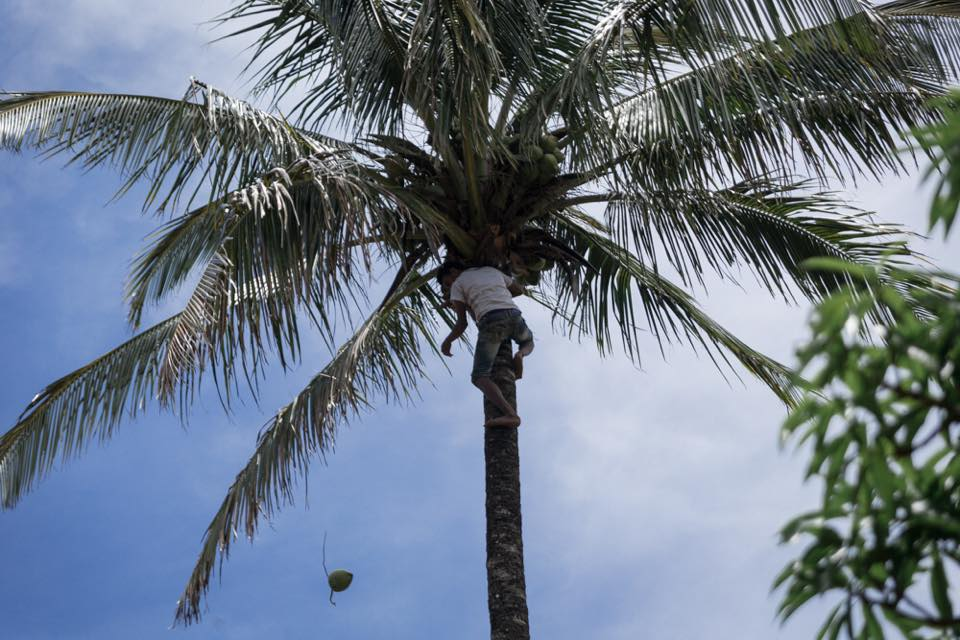
Kokosnussernte in Osttimor

Kokospalmen liefern ab der zwölften Ernte vollen Ertrag. Je älter und höher die Palmen, umso schwieriger und unrentabler wird die Ernte. Die Kokosnuss wird als grüne, relativ unreife, dreieckige, etwas mehr als kopfgroße Frucht geerntet.
Die Ernte erfolgt hauptsächlich vom Boden durch Messer an mehrere Meter langen Stielen oder durch Hochklettern. In Thailand, Malaysia und Indonesien werden teilweise dressierte Makaken eingesetzt, die auf die Bäume klettern und über Zurufe dazu gebracht werden, die Nuss so lange um ihre eigene Achse zu drehen, bis sie von der Palme fällt. Die Affen haben eine enge Beziehung zu ihrem Besitzer. Ihre Dressur ist schwierig, da nicht nur das Drehen der Nuss erlernt werden muss, sondern auch Körperbewegungen nach Zurufen, die es dem Besitzer ermöglichen, den angeleinten Affen im Gewirr der Äste so zu dirigieren, dass er sich nicht verfängt und oben auf seine Rettung warten muss. Passiert dies, verliert der Affe das Interesse an der Nussernte, die für ihn eine Art Spiel ist. Gute Ernteaffen stellen für die dortige Bevölkerung einen erheblichen Wert dar, der mit dem Besitz eines Arbeitselefanten vergleichbar ist. Die verspielten Tiere kosten weniger Unterhalt, bedürfen aber ständiger Beschäftigung und werden deshalb in häuslicher Umgebung gehalten.
Vor dem Export wird die Faserschicht entfernt, um Transportplatz zu sparen. Kokosnüsse reifen nach der Ernte nicht nach, sie zählen zu den nichtklimakterischen Früchten.

### Fruchtfleisch, Kopra
Der hohle Kern der Kokosnuss ist mit einem weißen, aromatisch schmeckenden Fruchtfleisch von 1 bis 2 cm Dicke ausgekleidet, das fest und fasrig ist und roh verzehrt werden kann. Biologisch gesehen bildet das Fruchtfleisch gemeinsam mit dem Kokoswasser das sogenannte Endosperm.
An den Küsten Indiens, Burmas, Indonesiens und den pazifischen Inseln stellt das Fruchtfleisch der Kokosnuss das zentrale Nahrungsmittel dar. In 100 g frischem Fruchtfleisch sind enthalten:
| Energie             | Wasser | Fett | Eiweiß | Zucker | Ballaststoffe | Kalium | Calcium | Magnesium | Vitamin C |
| 1.498 kJ (358 kcal) | 45 g   | 36 g | 4 g    | 4,8 g  | 9 g           | 380 mg | 20 mg   | 39 mg     | 2 mg      |

Das frische Fruchtfleisch enthält ungefähr 45 % Wasser, maximal etwa 50 %. Durch Trocknen wird der Wassergehalt des Fruchtfleisches auf 5 % reduziert. Man spricht dann von Kopra. Der Fettgehalt beträgt dann 63 bis 70 %. Eine einzelne Palme liefert zwischen 5 und 20 kg Kopra pro Jahr.
Kopra dient als Ausgangsstoff zur Gewinnung von Kokosöl, Kokosfett, Margarine, getrockneten Kokosflocken und einer Paste, die zum Kochen verwendet wird. Raspelkopra wird in der Süßwarenindustrie verwendet. Hauptsächlich aber gewinnt man durch Pressen der Kopra das Kokosöl. Der Pressrest voller Zucker, Eiweiß und Mineralien ist ein wertvolles Viehfutter.

### Kokosfett

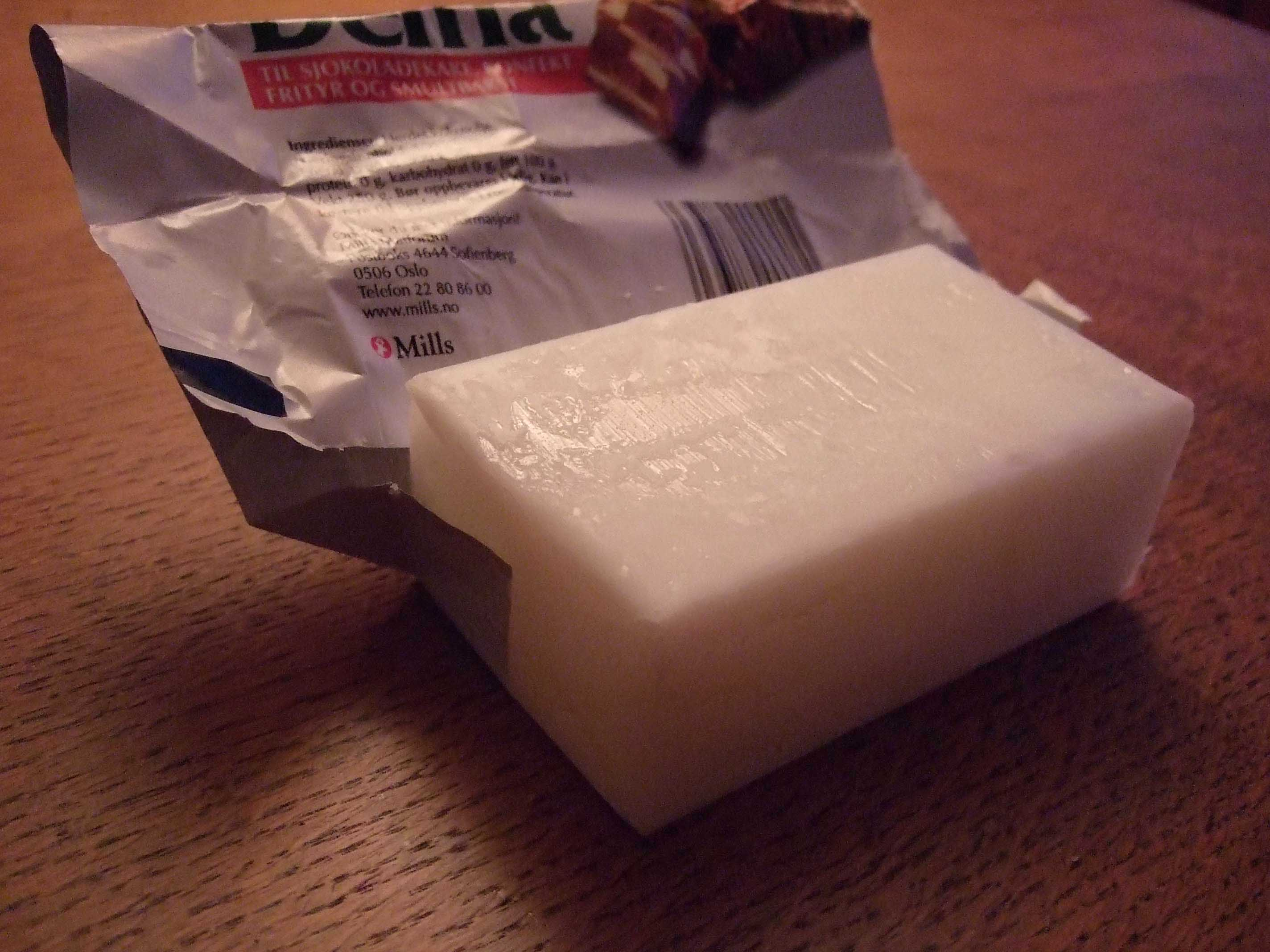
Kokosfett

Kokosöl oder Kokosnussöl, auch Kokosfett genannt, ist ein bei Raumtemperatur festes, weißes bis weißlich-gelbes Pflanzenöl, das aus Kopra gewonnen wird. Es zeichnet sich durch einen sehr hohen Anteil an gesättigten Fettsäuren aus und ist reich an Capryl-, Laurin- und Myristinsäure. Es riecht mild, wachsartig und frisch mit einer leichten Kokosnote sowie häufig leicht ranzig, weshalb es vor dem Verzehr grundsätzlich desodoriert wird. Zur Gewinnung von Kokosöl wird Kopra zerkleinert, getrocknet und in Ölmühlen ausgepresst.
Kokosöl wird in der Küche vor allem zum Backen, Braten und Frittieren verwendet, daneben in der Süßwarenindustrie, für pharmazeutische und kosmetische Zwecke sowie als Ausgangsstoff für die Oleochemie. Wegen des hohen Gehalts an Laurinsäure ist Kokosöl ein wichtiger Ausgangsstoff für Tenside. Auch die Produktion von Biokraftstoff (v. a. Biodiesel) aus Kokosöl ist möglich.
8 % (1971) bzw. 2 % (2011) des weltweit verbrauchten Pflanzenöls sind Kokosöl. Wichtige Produzenten sind die Niederlande, Frankreich und Deutschland, die Kopra als Rohstoff importieren. Die USA führen vor allem Kokosöl ein.

### Kokoswasser

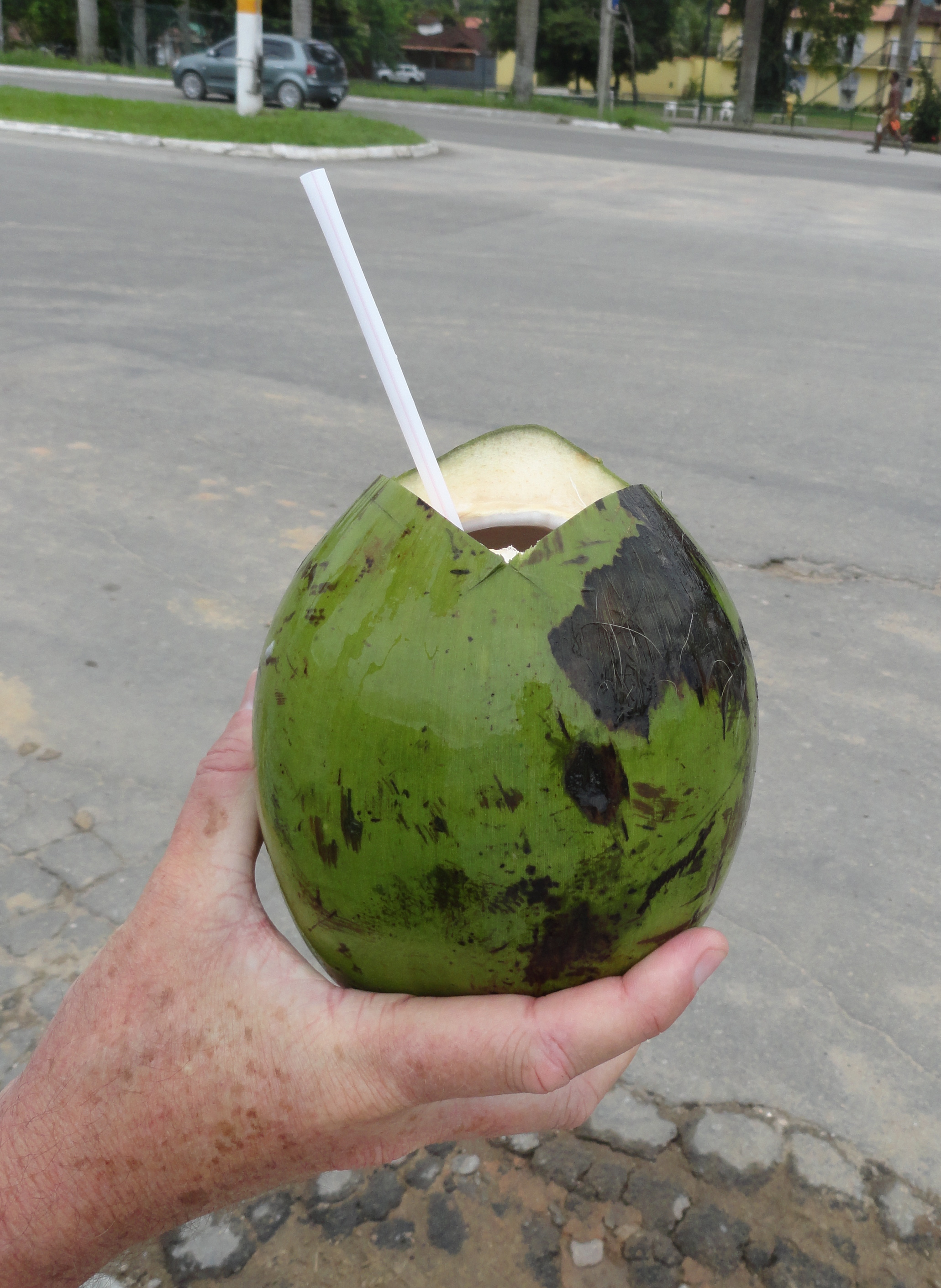
Kokoswasser als Getränk

Bei noch grünen jungen Kokosnüssen befindet sich im Hohlraum bis zu einem Liter süßliche, fast klare Flüssigkeit, die Kokoswasser genannt wird. Um an das Kokoswasser zu gelangen, wird das aktive, weichere Keimloch geöffnet. Das Kokoswasser ist keimfrei, solange die Nuss geschlossen bleibt, und enthält fast kein Fett. Es wird mit zunehmender Reife weniger, aber restlos verbraucht wird es erst bei der Keimung. Frisch geerntete Kokosnüsse enthalten mehr Kokoswasser als länger gelagerte Kokosnüsse. An Kokoswasser reicher als grünschalige Kokosnüsse ist die gelbschalige „King Coconut“ (Cocos nucifera ‚King‘, in Sri Lanka auch „Thambili“ genannt), die als Trinkkokosnuss künstlich selektiert wurde. In den Anbauländern ist das Kokoswasser der weniger reifen Früchte ein wichtiger Trinkwasserersatz und wird oft als Street Food angeboten. Zur Deckung des Flüssigkeitsbedarfs werden pro Person und Tag drei bis sechs Kokosnüsse benötigt. Kokoswasser wird entweder frisch getrunken oder seltener zu Kokoswein vergoren. Der vergorene Saft hat einen bitteren Geschmack.
Unter Notfallbedingungen ist das sterile und isotonische Kokoswasser intravenös als Infusionslösung zur Behandlung des Volumenmangelschocks eingesetzt worden. Bei Durchfallerkrankungen wird Kokoswasser in einigen Ländern traditionell zum Flüssigkeitsausgleich eingesetzt. Wegen des zu niedrigen Kochsalz- und Glukosegehalts entspricht es jedoch nicht der von der WHO empfohlenen oralen Rehydrationslösung.

### Kokosmilch
Kokosmilch entsteht nicht in der Nuss, sondern wird hergestellt, indem das Fruchtfleisch mit Wasser püriert und die Mischung dann durch ein Tuch ausgepresst wird. Es entsteht eine aromatische, milchige Flüssigkeit mit üblicherweise ca. 15 bis 25 % Fettgehalt, je nach verwendeter Wassermenge. Die zurückbleibende faserige Masse wird nochmals mit kochendem Wasser extrahiert und ausgepresst, was eine dünnere Kokosmilch ergibt. Der dann verbleibende Rest wird als eiweißreiches Tierfutter verwendet. Kokosmilch wird in den Anbauländern kleinindustriell erzeugt und in Konserven oder als ultrahocherhitzte Kokosmilch weltweit exportiert. Sie wird in zahlreichen Gerichten (Rendang), Saucen wie Sajoer und Suppen verwendet. In Cocktails, wie der Piña Colada oder der Batida de Coco, benutzt man hingegen Cream of Coconut, eine Mischung aus Kokosmilch und Kokosfett, die dickflüssiger und cremiger ist.
Kokosmilch kann anders als tierische Milch wegen ihres zu hohen Fettgehalts nicht dauerhaft homogenisiert werden. Fett- und Wasseranteil entmischen sich daher in der Verpackung natürlicherweise voneinander und müssen vor der Verwendung bei Bedarf durch Schütteln oder Rühren neu vermischt werden. In den Anbauländern ist dies bekannt und akzeptiert; bei in westlichen Ländern verkaufter Kokosmilch sind teilweise Emulgatoren, Stabilisatoren und/oder Verdickungsmittel zugegeben, um dieser Selbstentmischung entgegenzuwirken.
In dem von der Europäischen Kommission veröffentlichten Beschluss 2010/791/EU führt sie Lebensmittel auf, die – entgegen dem Bezeichnungsschutz für Milch – trotzdem als Milch bezeichnet werden dürfen, da sie traditionelle Lebensmittel sind. Darunter fallen neben Kokosmilch auch Fischmilch und Liebfrauenmilch. „Sojamilch“ sowie vergleichbare Erzeugnisse aus Getreide (Hafer, Weizen, Reis) oder Mandeln dürfen als Milchersatzprodukte nicht den Wortteil „-milch“ enthalten. Nach Verordnung (EU) Nr. 1308/2013 ist der Begriff Milch „ausschließlich dem durch ein- oder mehrmaliges Melken gewonnenen Erzeugnis der normalen Eutersekretion, ohne jeglichen Zusatz oder Entzug, vorbehalten“. Daher werden Produkte im Handel z. B. als „Mandelgetränk“ oder „Mandeldrink“ o. Ä. verkauft.
Als „Kokosmilch“ wird irrtümlich auch das Kokoswasser oder der Saft bezeichnet, der sich im Inneren unreifer Früchte befindet.

### Steinschale

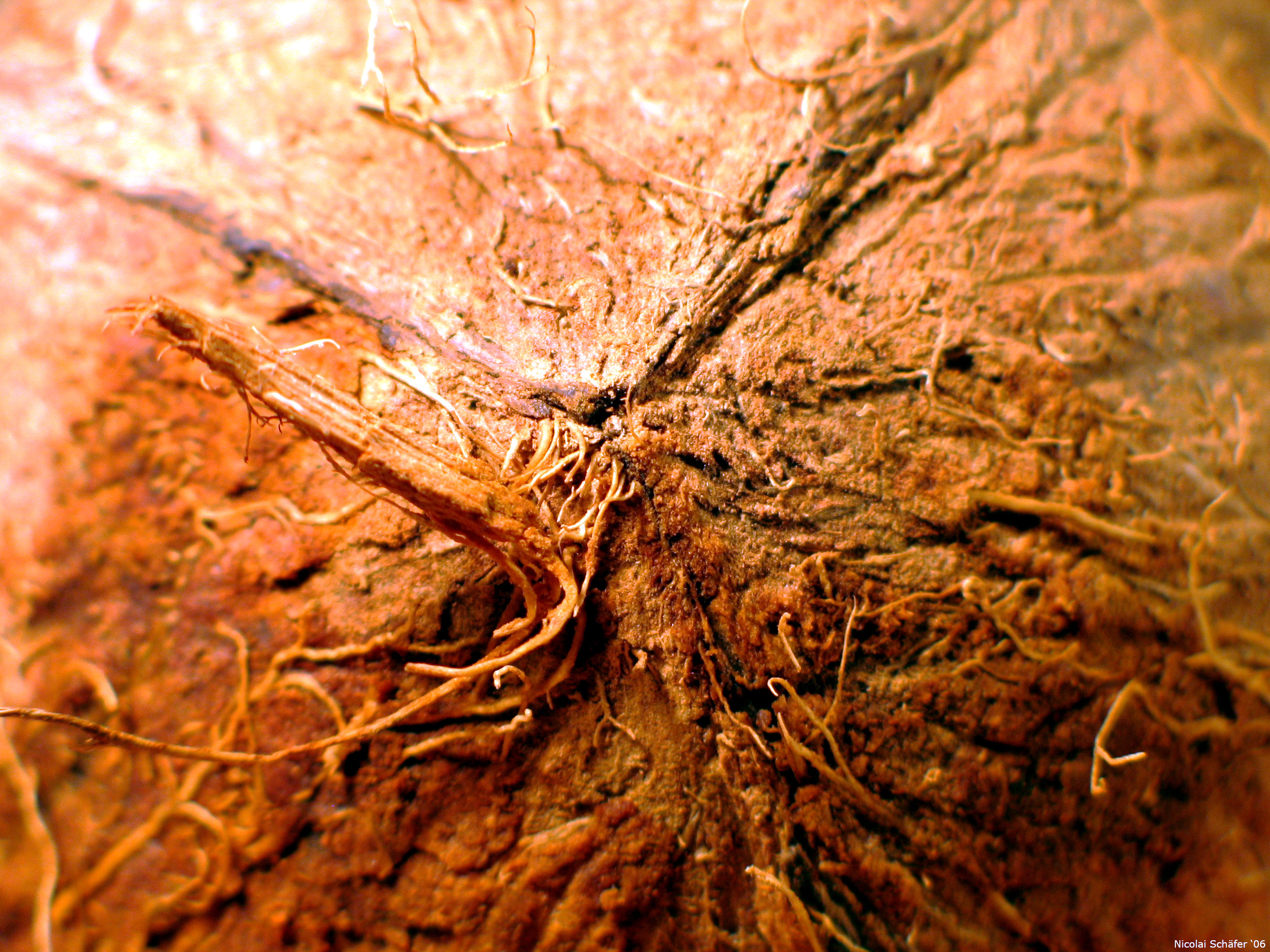
Die Steinschale der Kokosnuss (Detailaufnahme)

Aus halbierten Kokosnussschalen (innere Steinschalen) können Trinkgefäße, Schalen, Krüge, Tassen, Löffel, Vasen hergestellt werden. Auch Kunsthandwerk wie Schnitzereien, Spielzeug und Taschen werden aus den Schalen hergestellt.
Die persischen Derwische besaßen Bettelschalen (Kaschgul), die aus von den Seychellen an die Strände des Persischen Golfs angespülten Kokosnüssen hergestellt wurden und oft mit eingeschnitzten Texten aus Koran und anderer Dichtung verziert waren.
Vor allem in Südostasien sind Spießlauten weit verbreitet, deren Resonanzkörper aus einer halben Steinschale besteht, die glatt poliert und mit Tierhaut bespannt ist. Hierzu gehören die von der orientalischen rabāb abstammende, zweisaitige Stachelfiedel rebab, die bis nach Lombok gelangt ist. In Thailand gibt es die zweisaitige Stachelfiedel sor u aus einer ovalen Steinschale und die dreisaitige Fiedel sor sam sai, die einen außergewöhnlichen, dreieckigen Korpus besitzt. Die Schale einer Kokosnuss wird hierfür in Öl getränkt und solange in eine Presse gelegt, bis die gewünschte Form entstanden ist. In China besitzen zwei Stachelfiedeln einen Korpus aus einer Kokosnussschale: die zweisaitige banhu im Norden und die ebenfalls zweisaitige yehu im Süden. Verwandte Spießgeigen in Indien sind die ravanahattha und die pena. In Afrika gibt es vereinzelt Lauteninstrumente mit Kokosnussschalen, zum Beispiel die zwei- bis viersaitige gezupfte lotar (eine verkleinerte gimbri) bei den Berbern in Marokko.
Die leeren Schalen liefern einen hochwertigen Brennstoff (auch zum Trocknen der Kopra oder einfach zum Essenkochen), der besonders als Holzkohle begehrt ist. Neben der Veredelung zu Holzkohle kann aus den Schalen auch Aktivkohle gewonnen werden.
Seit einigen Jahren werden speziell in Sri Lanka Außenschalen und Fasern nach der Trocknung vermahlen, mit flüssigem Mineraldünger versetzt und anschließend in Blöcke gepresst. Diese werden als sogenannte Cocobricks oder Cocoslabs hauptsächlich in Europa gehandelt. Beim Einweichen in Wasser quellen diese bis zum Zehnfachen ihres Volumens auf und ergeben ein in vielerlei Hinsicht vorteilhaftes Pflanzsubstrat.

### Kokosfasern

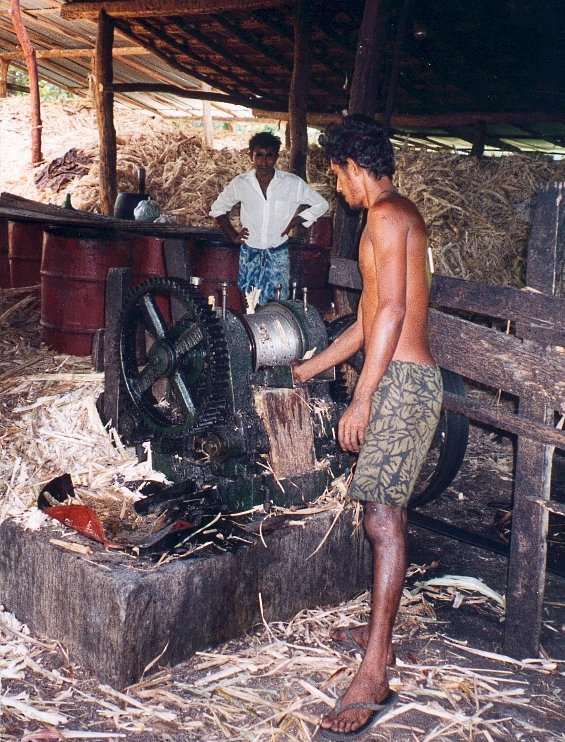
Gewinnung von Kokosnussfasern (Sri Lanka)

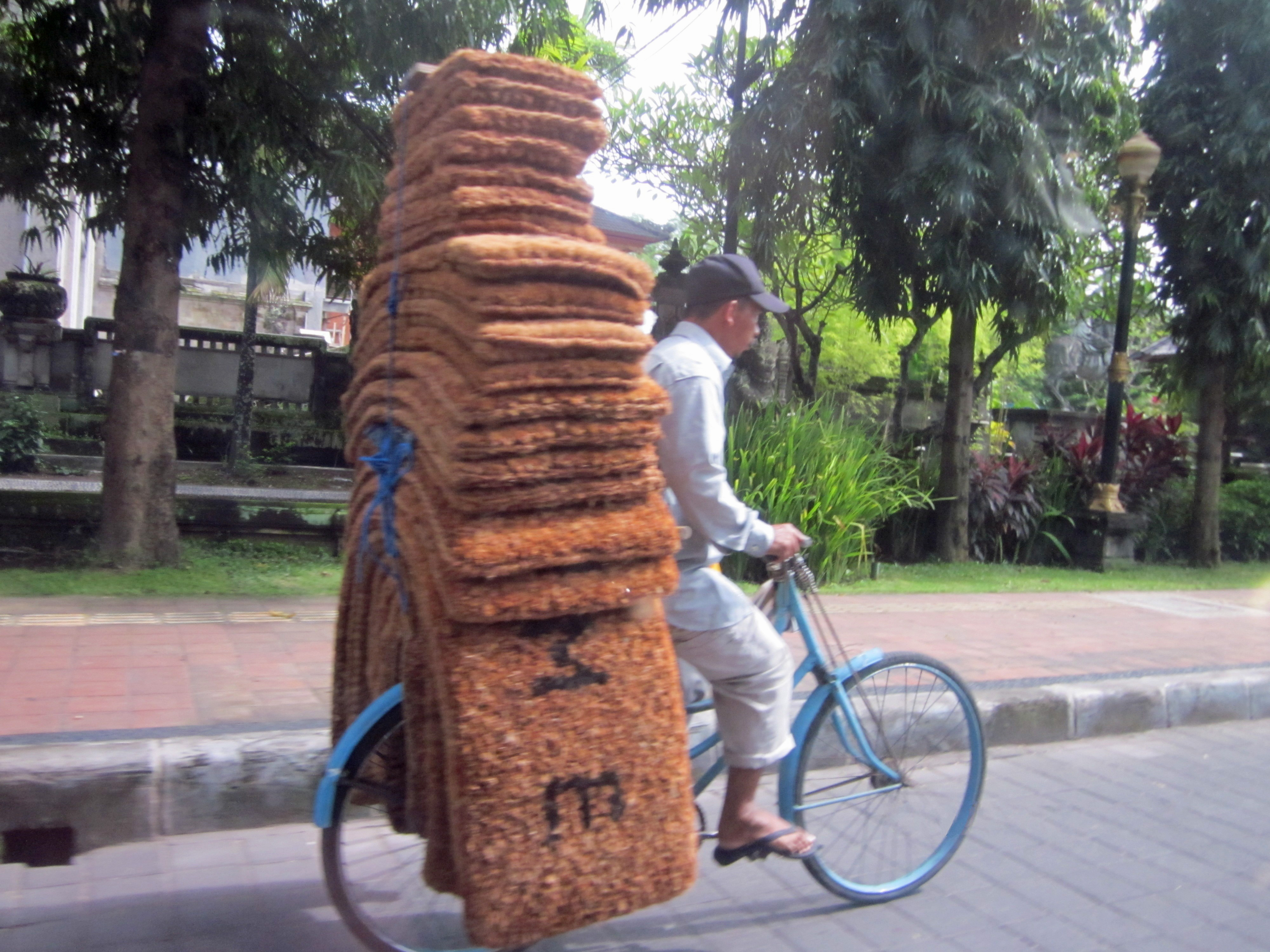
Transport von Fußmatten aus Kokosfaser (Indonesien, 2011)

Aus dem Mesocarp unreifer Früchte werden Kokosfasern gewonnen, die versponnen werden können. Es handelt sich um Faserbündel, die durch einen Pektin-Abbau durch Mikroorganismen aus dem umliegenden Gewebe getrennt gewonnen werden. Dazu wird der Mesocarp zunächst vom Steinkern gelöst und dann zur Verrottung des Pektins („Röstung“ genannt) mehrere Monate im Wasser gelagert. Bewährt haben sich dazu die Brackwässer von Lagunen. Heute werden aber vielfach Tanks benutzt. Nach diesem „Röstvorgang“ werden die Fasern traditionell durch Klopfen gelöst (heute maschinell) und noch feucht nach Farbe und Feinheit sortiert. Sie bestehen zu 45 % aus Lignin und zu 44 % aus Zellulose. Kokosfasern werden unter dem Namen Coir gehandelt. Sie dienen nach Verspinnen zur Herstellung von Seilen, Matten, Teppichen und Wandverkleidungen. Zentrum der Kokosfaserindustrie ist Sri Lanka.
Fasern von reifen und vollreifen Früchten haben einen höheren Holzanteil, lassen sich daher nicht verspinnen und werden als Füllmaterial für Matratzen und Polster oder zur Wärmedämmung verwendet. Alle Kokosfasern können im Fahrzeugbau, für Fußmatten, Hüte, Körbe, Teppiche, Matratzenfüllungen, kunsthandwerkliche Arbeiten und zur Wärmedämmung verpresst werden.

### Öffnen der Kokosnuss
Das Öffnen einer Kokosnuss durch Aufsägen ist eine aufwendige und vergleichsweise verletzungsträchtige Methode. Stattdessen schlägt man entlang einer gedachten Linie einmal ringsherum mit einem Hammer, der Rückseite eines Küchenmessers oder einer Machete auf die Nuss. Nach wenigen Schlägen öffnet sich in der Regel ein Riss und die Nuss kann aufgehebelt werden. Soll das Kokoswasser aufgefangen werden, ist vor dem Öffnen das aktive, weichere Keimloch mit einem spitzen Gegenstand zu öffnen.

## Sonstige Nutzung der Kokospalme

### Holz
Das Holz der Stämme der Kokospalme wird seit jeher für den Bau von Hütten verwendet. Da es bei Wasserkontakt leicht verrottet, bieten sich aufgeständerte Konstruktionen an. Seit der Erfindung der Hochleistungsfräse wird es auch verwendet für den Hausbau, im Schiffbau, für Sitz- und Liegemöbel, Haushaltsgegenstände (Schalen oder Ähnliches) und Schnitzarbeiten. Von Hand lässt es sich nur schwer bearbeiten, da es sehr faserig ist.

### Palmwedel
Die Blätter werden zu Besen zusammengebunden oder als Dacheindeckung genutzt. Geflochten wurden sie (und werden vereinzelt noch heute) als Hauswände oder Körbe verwendet.

### Palmwein, Palmzucker, Palmessig
Der Vitamin-B-reiche Saft der Palme (Blutungssaft), auch Palmnektar genannt, der vor allem aus dem Blütenstand gewonnen wird, wird zu Palmwein vergoren oder eingedickt als Palmzucker genossen. Palmwein und Palmzucker werden auch aus anderen Palmenarten bereitet.
Aus Palmwein wird auch Palmessig gewonnen, der entweder spontan durch wilde Essigsäurebakterien entsteht oder in der professionelleren Herstellung durch Zugabe von entsprechenden Zuchtkulturen. Teilweise wird Palmwein zu Arrak gebrannt.
Die Palmweinherstellung aus dem Blutungssaft der Blütenstände wurde von den Filipinos eingeführt. Auf spanischen Schiffen wurde Palmwein nach Mexiko exportiert und ist dort bis heute ein populäres Getränk.

## Kuriositäten

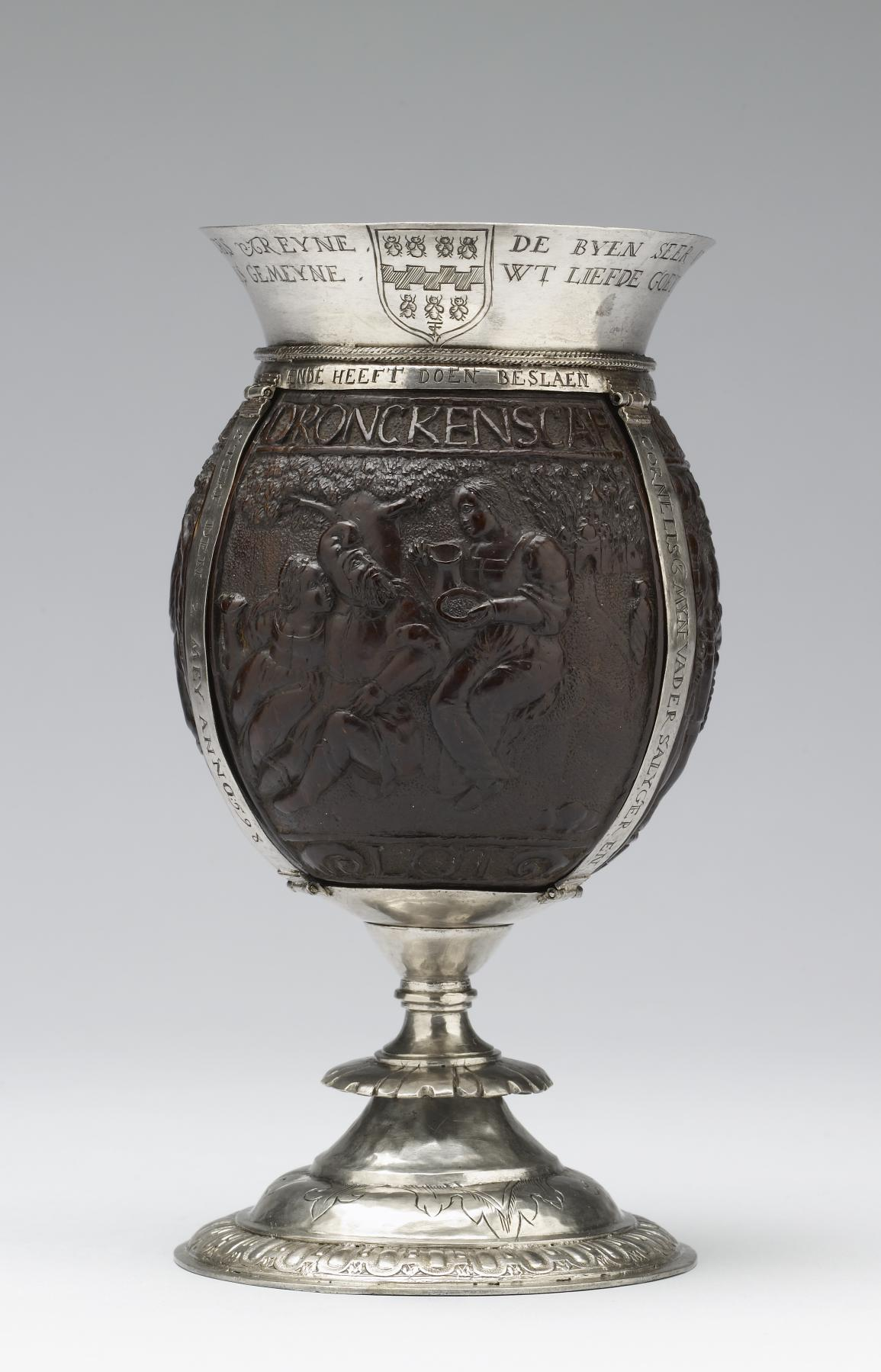
Kokosnuss als Trinkgefäß (vor 1598)

Die Kokosnuss gehört zu den Früchten, die vom Palmendieb (auch Kokoskrebs genannt) verzehrt werden. Er ist mit einer Körperlänge von bis zu vierzig Zentimetern und einer Spannweite von bis zu einem Meter der größte aller Landkrebse. Die größten Exemplare sind in der Lage, Kokosnüsse an den Keimlöchern zu öffnen.
Der Arzt Peter Barss veröffentlichte im Jahr 1984 in der Fachzeitschrift The Journal of Trauma eine Untersuchung zu „Verletzungen aufgrund fallender Kokosnüsse“. Durch das Gewicht der Kokosnuss und die Geschwindigkeit, die sie beim Fallen gewinnt, übt sie demnach beim Aufprall eine Gewichtskraft aus, die über einer Tonne Masse entspricht. Für diese Forschung wurde er 2001 mit dem Ig-Nobelpreis in Medizin ausgezeichnet. Mit Bezug auf seine Untersuchung wurde behauptet, dass weltweit 150 Menschen pro Jahr durch Kokosnüsse sterben.
Der Sektengründer August Engelhardt (1875–1919) vertrat in Deutsch-Neuguinea die Auffassung, der konsequente Verzehr von Kokosnüssen mache den Menschen unsterblich und führe zur Vereinigung mit Gott („Kokovorismus“).

## Palmensterben
Seit den 1980er Jahren ist weltweit – vor allem aber im karibischen Raum – ein Absterben der Kokospalmen (englisch lethal yellowing ‚tödliches Vergilben‘) zu beobachten, welches möglicherweise durch Mikroben verursacht wird, die von Insekten übertragen werden.

## Palmen in der Heraldik
Kokospalmen kommen in der Heraldik vor; ihre Verwendung deutet meist auf deren regionale Bedeutung hin.

Wappen von Bad Berka, Thüringen. Die Verwendung der Palme seit dem 17. Jahrhundert wird mit dem örtlichen Palmenorden in Verbindung gebracht.
Wappen Samoas
Wappen von Benin
Wappen von Liberia
Wappen von Guam